# Alastair Turner Baillie
Alastair Turner Baillie (1932-2009) est un homme politique britannique, Gouverneur d'Anguilla de 1983 à 1987.